# Glatten
Glatten è un comune tedesco di 2 515 abitanti, situato nel land del Baden-Württemberg. Il comune è famoso per essere stato il luogo in cui è stata fondata la fabbrica J. Schmalz.